# Villa Nueva, Chiapas
Villa Nueva är en ort i Mexiko.   Den ligger i kommunen Chicomuselo och delstaten Chiapas, i den sydöstra delen av landet, 800 km sydost om huvudstaden Mexico City. Villa Nueva ligger 625 meter över havet och antalet invånare är 105.
Terrängen runt Villa Nueva är kuperad åt sydväst, men åt nordost är den platt. Runt Villa Nueva är det ganska glesbefolkat, med 34 invånare per kvadratkilometer. Närmaste större samhälle är Chicomuselo, 8,7 km sydost om Villa Nueva. Omgivningarna runt Villa Nueva är en mosaik av jordbruksmark och naturlig växtlighet.